# Kamptee (census town)
Kamptee is een census town in het district Nagpur van de Indiase staat Maharashtra. 

## Demografie
Volgens de Indiase volkstelling van 2001 wonen er 13697 mensen in Kamptee, waarvan 64% mannelijk en 36% vrouwelijk is. De plaats heeft een alfabetiseringsgraad van 83%. 